# Rigs of Rods
《Rigs of Rods》（簡稱RoR）是一款开源模拟游戏，其引擎代码是以GPLv3授权发放。《Rigs of Rods》的三維圖形是由OGRE渲染引擎負責，而物理效果則由软体物理引擎Beam負責。截至2009年2月16日，《Rigs of Rods》官方网站有1664个游戏模组被发布。此數字於2009年9月1日增长到2222个。此遊戲从0.36版本开始开源。

## 模擬
《Rigs of Rods》起初只是一个卡车实验模拟器，但之後卻逐漸發展成一個多功能物理沙盒类游戏。
在0.28版本發佈前，此遊戲僅能讓玩家駕駛典型的陸地車輛。但當0.28版本發佈後，《Rigs of Rods》就開始提供飞机和船只模拟引擎供玩家使用，而《Rigs of Rods》中所有引擎均具有极高的可定制性。在《Rigs of Rods》中，交通工具均以由顶点連接的骨架組成，而這些骨架在承受太多壓力時（如撞上一堵牆上），它們就會變形，並最終導致交通工具的外形變形。這些交通工具的配置都以純文本的方式存儲，而設計者亦可以簡單地利用多边形网格把二維圖片用作交通工具的皮膚。現在的《Rigs of Rods》更允許多边形网格皮膚跟著骨架變形，有如越野賽車遊戲《1nsane》中車輛變形般。這個系統名為「Flexbody」，且《Rigs of Rods》自0.36版本起已採用此系統。
《Rigs of Rods》中的地形乃利用定義在原始圖像文件中的地形數據生成，如利用数字地面模型在《Rigs of Rods》中生成地形。這些地形可以以任何能生成原始圖像文件的軟件製作。換句話來說，即地形能以任何圖像製成。
作為一個沙盒游戏，《Rigs of Rods》起初沒有既定的遊戲目標目标。但遊戲后来增加了腳本語言Lua，因此提供了融入任务的可能，如计时賽。但是，Lua已於0.38版本被AngelScript取代。
《Rigs of Rods》擁有一個玩家社區，而玩家在社區內能發起多人遊戲、發佈新地圖、新交通工具等。

## 多人遊戲
《Rigs of Rods》自0.33版本起就開始支援多人模式。多人模式允许16个用户同时在一个区域內互动。多人遊戲需要透過遊戲中的配置開始，並能讓玩家選擇伺服器、暱稱等。起初，多人遊戲擁有車輛碰撞系統，但隨後因其不穩定性而遭移除。可是，車輛在多人遊戲中仍能鉤著另一輛車輛，並把它拖至一定的距離。《Rigs of Rods》的多人模式與單人模式僅有些少差別，如在單人模式中預先出現的貨物將不會在多人模式中出現。因此，玩家在多人模式中大多都會進行車輛巡遊、越野賽等。《Rigs of Rods》更加提供多人模式比賽的排名榜。

## 評價
《Rigs of Rods》得到的評價大部份都是正面的。物理學家布賴恩·貝克曼把《Rigs of Rods》描述為「我所見過的其中一個最好的模擬駕駛遊戲」。於2007年，電子遊戲雜誌《PC Gamer》於其聖誕版中介紹了《Rigs of Rods》。法國雜誌《MicroSim》亦於2008年6月介紹《Rigs of Rods》。

## 推荐系统要求
|          | Windows (XP/Vista+)           | Linux                         | Mac (Leopard+) |
| -------- | ----------------------------- | ----------------------------- | -------------- |
| 处理器   | Pentium 4／Athlon XP2 GHz更高 | Pentium 4／Athlon XP2 GHz更高 | x86            |
|          | 支持超线程和多核心技术        |                               |                |
| 内存     | 512MB RAM                     | 512MB RAM                     | 512MB RAM      |
| 显示卡   |                               |                               |                |
| 图形系统 | DirectX 9c                    | GLX                           | OpenGL         |
| 声效     | 多声道3D音效                  | 多声道3D音效                  | 多声道3D音效   |
| 输入     | 键盘鼠标，游戏遥控杆，方向盘  | 键盘鼠标                      | 键盘鼠标       |
| 多人     | 宽带网络接入                  | 宽带网络接入                  | 宽带网络接入   |